# 西秦

西秦
秦

西秦の領域。

西秦（せいしん、拼音：Xī-qín、385年 - 431年）は、中国の五胡十六国時代に鮮卑乞伏部の乞伏国仁によって建てられた国。

## 歴史

### 建国期
河西・隴西地方に居住していた西部鮮卑の乞伏部は三国時代に高平川流域（現在の寧夏回族自治区中部）に居住していた。その後、苑川（現在の甘粛省蘭州市楡中県）・麦田（現在の甘粛省白銀市平川区）を経て、4世紀中頃には乞伏司繁に率いられて度堅山（現在の甘粛省白銀市靖遠県）に移り、遊牧をして生活を営んでいた。しかし前秦の苻堅・王猛らによる華北統一の波が乞伏部にも及び、371年には前秦の益州刺史王統の攻撃を受けて乞伏部は降伏し、乞伏司繁は長安に送られて苻堅より南単于に任命された。373年に鮮卑の勃寒が隴右を犯したため、苻堅は乞伏司繁に命じてこれを討伐させ、そのまま勇士川（苑川）を領することになった。376年に乞伏司繁は死去し、子の乞伏国仁が跡を継いだ。383年の淝水の戦いでは乞伏国仁は前将軍として従軍を命じられていたが、その直前に乞伏国仁の叔父の乞伏歩頽が隴西で反乱を起こしたため、苻堅は乞伏国仁に討伐させるため引き返させた。この戦いで前秦軍が東晋軍の前に大敗し、叔父から自立を説得されていた乞伏国仁は隴西にそのまま留まって諸部を召集し、10万余の兵力を有するようになった。
385年8月、苻堅が後秦の姚萇により殺害されると、9月に乞伏国仁は大単于を自称し、建義と改元して苑川の勇士城に遷都して独立した。これが西秦の起源である。ただし西秦は前秦に叛旗を翻したわけではなく、あくまでその服属下に従属していた。

### 勢力拡大
西秦の周囲には前秦、後秦、後涼など様々な強国が存在したため、勢力はかなり限定的で、常に外交関係の配慮に重点が置かれた。388年6月に乞伏国仁は死去し、弟の乞伏乾帰が大単于・河南王として即位し、9月には西の金城（現在の甘粛省蘭州市西固区）に遷都した。乞伏乾帰は前秦に服属しながら後秦と衝突し、周辺の部族を次々と服属させ、吐谷渾からは朝貢を受けるようになるが、この勢力拡大により後涼と衝突して392年8月に鳴雀峡（現在の甘粛省蘭州市西固区）を後涼に奪われて敗北した。394年6月に前秦の苻登から河南王に封じられたが、7月に苻登は後秦の姚興により殺害されたため、乞伏乾帰は前秦との関係を解消して自立し、10月には苻登の後継者苻崇や後仇池の楊定を破って隴西を平定し、12月に秦王を自称した。
だが後涼との敵対は継続し、後涼の呂光の圧力を受けて395年6月に西城（現在の甘粛省白銀市靖遠県）に遷都した。7月には息子の乞伏勅勃を人質に差し出して呂光に従属した。だが397年、後涼から南涼と北涼が離反・自立したため後涼は衰退し、乞伏乾帰は南涼と連携して再度自立した。

### 一回目の滅亡
400年1月、乞伏乾帰は苑川に遷都したが、5月に西進してきた後秦軍と戦って敗れ、7月に南涼に逃亡した。ところが南涼に反乱を察知されたため、11月に長安に逃亡して後秦の姚興から河州刺史・帰義侯に封じられ後秦の家臣となり、ここに西秦は国家としては滅亡した。ただし乞伏乾帰は苑川に戻る事を許されたため、以後は自己の勢力を保持しながら後秦の武将として後涼や後仇池、吐谷渾を攻撃した。

### 再興
402年5月、後秦は北魏と平陽南部で戦い大敗した（柴壁の戦い）。この敗戦で後秦は衰退が始まり、407年6月には夏が自立したこともあり、その衰退が顕著になったので、409年7月に乞伏乾帰は度堅山で秦王を称して更始と改元して後秦の支配から脱却し、西秦を再興した。
410年8月、乞伏乾帰は苑川に遷都し、略陽・南安・隴西と後秦領を次々と併合した。しかし後秦は東晋や夏からの圧力を受けて西秦にまで軍を向ける余裕は無く、その支配を追認して乞伏乾帰を大単于・河南王に封じて形式的に服属させるのみだった。以後、乞伏乾帰は南涼、吐谷渾を攻めて勢力を拡大し、412年2月には譚郊（現在の甘粛省臨夏回族自治州積石山県）に遷都したが、6月に乞伏乾帰は兄乞伏国仁の息子乞伏公府により10人余の息子と共に殺害された。

### 再びの勢力拡大
乞伏公府の反乱の際、苑川に鎮守して難を逃れた乞伏乾帰の長男乞伏熾磐は、直ちに乞伏公府を討って即位した。412年10月には枹罕（現在の甘粛省臨夏回族自治州臨夏県）に遷都した。414年5月には南涼を滅ぼし、秦王を自称した。また吐谷渾を攻めて益州西部を併合し、さらに後秦が東晋の劉裕により攻撃されると東晋に従属して後秦領を切り取り、さらに漢中進出を目論んだが夏と衝突することを恐れて断念した。また北涼と西涼の抗争を利用して河西方面へ進出して勢力を拡大した。

### 衰退・滅亡期
421年3月、北涼が西涼を滅ぼすと西秦と衝突するようになり、さらに夏も関中に進出して西秦と敵対し、これに乗じて吐谷渾まで攻めてきたため、包囲網を敷かれた西秦は守勢に回った。乞伏熾磐は北魏と連携することで打開を図り、北魏に夏を攻撃させて一応の成果を挙げた。だが西秦国内で吐谷渾や羌の反乱が相次ぎ、結局衰退は免れ得なかった。
428年5月に乞伏熾磐は死去し、息子の乞伏暮末が即位する。だが北涼の圧力を受けた乞伏暮末は429年5月に定連（現在の甘粛省臨夏回族自治州臨夏県）に遷都し、430年10月に夏から攻撃されたため北魏の支援を求めて平涼（現在の甘粛省平涼市崆峒区）や安定（現在の甘粛省平涼市涇川県）に遷都しようとするも、夏に阻まれて南安（現在の甘粛省定西市隴西県）に遷都するのがやっとだった。
だが皮肉にも、支援を求めた北魏により西走してきた夏の赫連定により431年1月に南安を攻められ、乞伏暮末は夏に降伏した。こうして国家としての西秦は滅亡した。乞伏暮末は助命されたが、6月に一族もろとも夏により殺戮されて、西秦は完全に滅亡した。

## 国家体制

### 官制
西秦の勢力基盤だった隴西は漢人豪族が多数居住し、そのため鮮卑族がかなり漢化することになった。単于台が築かれず、五胡を統治するための特別な機構も無く、官制が三省六卿や四征将軍を中心とする漢魏以来の形態を取っていたことが、それを如実に物語っている。高官に就任するのは皇族である乞伏氏が中心であったが、勢力基盤の都合から漢族や丁零からの就任も少なくなかった。

### 外交
西秦は周囲を前秦・後秦・北魏・後涼・西涼・東晋・南涼・夏などに囲まれていたため、常に存続や連携のために外交は欠かせず、あるいは服属して藩を称するなどして周辺諸国から掣肘を受け続けた。首都を短期間で各地に遷したのも外交政策の一環であった。ちなみに歴代君主は皇帝・天王などを自称したことは一度も無く、常に服属した国から位を授かっていた。このため独立国というより半独立国ともいえるが、一時期秦王を自称した時期だけを独立国として見ることもできる。

## 西秦の君主
1. 烈祖宣烈王（乞伏国仁、在位385年 - 388年） 大単于と称する。前秦に封ぜられた苑川王となる。
2. 高祖武元王（乞伏乾帰、在位388年 - 400年、409年 - 412年）
3. 太祖文昭王（乞伏熾磐、在位412年 - 428年）
4. 後主（乞伏暮末、在位428年 - 431年）

- 高祖は、はじめ大単于、河南王と自称した。後、前秦に封ぜられた梁王となった。
- 高祖は、394年、秦王と称した。
- 400年 - 409年の間、後秦に服属していた。
- 高祖は、409年、後秦から独立して、再び秦王と称した。
- 皇帝と称したことは1度も無い[6]。

## 元号
1. 建義（385年-388年）
2. 太初（388年-400年）
3. 更始（409年-412年）
4. 永康（412年-419年）
5. 建弘（420年-428年）
6. 永弘（428年-431年）